# La Barricade du Point-du-Jour
Pour les articles homonymes, voir Point du jour.
Pour plus de détails, voir Fiche technique et Distribution.
La Barricade du point du jour est un film français de René Richon, réalisé en 1977 et sorti en 1978.

## Synopsis
Au cours de la Commune de Paris, le 22 mai 1871, dans une petite rue de Montmartre, le quartier est encore paisible. On annonce toutefois que les Versaillais approchent. La communauté entreprend la construction d'une barricade. La nuit prend un air de fête à la faveur de laquelle Eugène Pottier est invité à lire l'un de ses poèmes. Mais au matin du 23 mai, les Versaillais sont tout près, sur les toits.

## Fiche technique
- Titre : La Barricade du point du jour
- Réalisation : René Richon
- Scénario : René Richon et Yves Oppenheim
- Photographie : Ramon Suarez
- Musique : Antoine Duhamel
- Décors : Baptiste Poirot
- Son : Michel Brethez
- Conseiller technique : Bertrand Tavernier
- Directeur de production : Jean-Louis Lapasset
- Production : Les Films du Point du Jour SFP
- Année : 1977
- Pays :  France
- Genre : Drame historique
- Durée : 110 minutes
- Date de sortie : France, 12 avril 1978

## Distribution
- Anicée Alvina : Élise
- Edmond Ardisson : Martégay
- Jean-Luc Bideau : Bouillon
- Eliane Boeri : Flora
- Martine Boeri : Mlle Suzanne
- Claude Brosset : Madrou
- Raymond Bussières : Jean-Baptiste, le maître charpentier
- Monique Chaumette : Henriette
- Étienne Chicot : Rigault
- Henri Crémieux : Bérat
- Danièle Delorme : La générale Eudes
- Albert Dray : Raoul
- Paulette Dubost :  Mme Lapoule
- Pierre Fabien : Le garde national
- Pierre Forget : Turquet
- Tomas Hnevsa : Ferdinant
- Philippe Hottier :  Achille Barobeau
- Bruno La Brasca : Dureteste
- Jean-Pierre Laurent : Gouvion
- Ginette Leclerc : Mme Bouroche
- Béatrice Moulin : Mme Hortense, la mastroquette
- Julian Negulesco : Général Dombrowski
- Philippe Noiret : Eugène Pottier
- Chantal Pelletier : Marie
- Alain Salomon : Edgar, le peintre
- Laszlo Szabo : Léo Frankel
- Dominique Valentin : Charlotte
- Cécile Vassort : Leila
- Brice Perisson
- Denise Benoliel
- Jean-Louis Lapasset
- Julie Morana
- Jean-Claude Tiercelet
- Christophe George
- François Méchali
- Jean-Louis Mechali
- Julien Canape
- Jean-François Bouard